# Žampach
Žampach är en ort i Tjeckien.   Den ligger i regionen Pardubice, i den östra delen av landet, 140 km öster om huvudstaden Prag. Žampach ligger 450 meter över havet och antalet invånare är 292.
Terrängen runt Žampach är platt åt nordost, men åt sydväst är den kuperad. Runt Žampach är det tätbefolkat, med 257 invånare per kvadratkilometer. Närmaste större samhälle är Česká Třebová, 14,9 km söder om Žampach. Trakten runt Žampach består till största delen av jordbruksmark.